# Concierto para violín (Weinberg)
El concierto para violín en re menor, op. 67, de Mieczysław Weinberg fue compuesto en 1959 y estrenado en 1961.
Dmitri Shostakóvich escribió a su amigo Isaac Glikman que había escuchado el concierto en 1960 (un año antes de su estreno) y que había quedado muy impresionado.
El concierto tiene una duración aproximada de menos de treinta minutos y está dividido en cuatro movimientos:
1. Allegro molto
2. Allegro animato
3. Adagio
4. Allegro risoluto